# 日枝陽一
日枝 陽一（ひえだ よういち、1973～）は作硯家、硯研究家、学術博士である。
山口県宇部市にある工房日枝玉峯堂にて赤間硯を製作している。日本工芸会正会員であり、受賞歴多数。
父は三代目日枝玉峯氏（山口県無形文化財）